# Beachsoccer-CONCACAF-Meisterschaft
Die Beachsoccer-CONCACAF-Meisterschaft (engl.: CONCACAF Beach Soccer Championship) ist die kontinentale Beachsoccermeisterschaft Nord-, Mittelamerikas und der Karibik. Der Wettbewerb wird seit 2006 von der CONCACAF organisiert. Die Meisterschaft fand zuletzt im Zwei-Jahres-Rhythmus statt und dient gleichzeitig als Qualifikationsturnier für die Beachsoccer-Weltmeisterschaft. 2005 und 2007 fanden Turniere gemeinsam mit dem südamerikanischen Fußballverband CONMEBOL statt.

## Die Turniere im Überblick
| 2005 1 Details | Rio de Janeiro (Brasilien)  | Brasilien   | 5:2        | Uruguay     | USA         | 4:2        | Argentinien |
| 2006 Details   | Puntarenas (Costa Rica)     | USA         | Ligasystem | Kanada      | Costa Rica  | Ligasystem | Mexiko      |
| 2007 1 Details | Acapulco (Mexiko)           | USA         | 4:3        | Uruguay     | Argentinien | 6:5        | Mexiko      |
| 2008 Details   | Puerto Vallarta (Mexiko)    | Mexiko      | Ligasystem | El Salvador | USA         | Ligasystem | Costa Rica  |
| 2009 Details   | Puerto Vallarta (Mexiko)    | El Salvador | 6:3        | Costa Rica  | Mexiko      | 5:4        | USA         |
| 2011 Details   | Puerto Vallarta (Mexiko)    | Mexiko      | 5:3        | El Salvador | USA         | 7:5        | Costa Rica  |
| 2013 Details   | Nassau (Bahamas)            | USA         | 5:4 n. V.  | El Salvador | Mexiko      | 8:7        | Costa Rica  |
| 2015 Details   | Costa del Sol (El Salvador) | Mexiko      | 4:0        | Costa Rica  | El Salvador | 5:2        | USA         |
| 2017 Details   | Nassau (Bahamas)            | Panama      | 4:2        | Mexiko      | El Salvador | 7:2        | Guadeloupe  |
| 2019 Details   | Puerto Vallarta (Mexiko)    | Mexiko      | 6:2        | USA         | El Salvador | 8:3        | Panama      |
| 2021 Details   | Alajuela (Costa Rica)       | El Salvador | 6:4        | USA         | Guatemala   | 5:2        | Mexiko      |
| 2023 Details   | Nassau (Bahamas)            | USA         | 5:0        | Mexiko      | El Salvador | 3:2        | Bahamas     |

### Rangliste
| Rang | Land        | Titel | Jahr(e)                | 2. Platz | 3. Platz | 4. Platz |
| ---- | ----------- | ----- | ---------------------- | -------- | -------- | -------- |
| 1    | Mexiko      | 4     | 2008, 2011, 2015, 2019 | 2        | 2        | 2        |
| 2    | USA         | 3     | 2006, 2013, 2023       | 2        | 2        | 2        |
| 3    | El Salvador | 2     | 2009, 2021             | 3        | 4        |          |
| 4    | Panama      | 1     | 2017                   |          |          | 1        |
| 5    | Costa Rica  |       |                        | 2        | 1        | 3        |
| 6    | Kanada      |       |                        | 1        |          |          |
| 7    | Guatemala   |       |                        |          | 1        |          |
| 8    | Guadeloupe  |       |                        |          |          | 1        |
| 9    | Bahamas     |       |                        |          |          | 1        |